# Happy People
«Happy People» — песня американской кантри-группы Little Big Town, вышедшая 3 апреля 2017 года в качестве промосингла с их восьмого студийного альбома The Breaker.

## Информация о песне
Текст песни «Happy People» написан в ключе позитивного мышления затрагивает темы доброты и самоактуализации. В музыкальном плане помимо кантри присутствуют черты поп и фолк-музыки. В журнале Rolling Stone оптимистичный настрой песни противопоставили предыдущему релизу группы — песне о расставании «Better Man».
Little Big Town выступили с «Happy People» в эфире Today Show 24 февраля 2017 года. Группа исполнила песню на церемонии вручения премии ACM Awards

## Отзывы критиков
В отзыве издания Sounds Like Nashville об альбоме группы в целом «Happy People» названа «выделяющейся» песней с запоминающимся текстом. В рецензии от Newsday «Happy People» сравнили с творчеством группы Fleetwood Mac, также было заявлено, что песня выделяется на фоне заполнившего радиоэфир бро-кантри.

## Позиции в чартах
«Happy People» дебютировала на 56 месте хит-парада Country Airplay и на 47 месте хит-парада Hot Country Songs. Песня смогла подняться лишь на 46 и 40 позицию этих чартов соответственно, установив тем самым антирекорд для группы.
| Чарт (2017)                       | Наивысшая позиция |
| --------------------------------- | ----------------- |
| США (Billboard Country Airplay)   | 46                |
| США (Billboard Hot Country Songs) | 40                |